# Far de cap de Creus
Far de cap de Creus és un far del municipi de Cadaqués (Alt Empordà) inclòs en l'Inventari del Patrimoni Arquitectònic de Catalunya.

## Descripció
El far del Cap de Creus és el que està situat més a l'orient de la península Ibèrica. Està situat a 500 m de la Punta del Cap, lloc d'una orografia complicada. L'indret és conegut com la punta de l'Esquena.
Edificació característica dels fars del segle xix. De planta quadrada, al centre s'hi aixeca la torre de senyals, d'11 metres d'alçada. La torre ha estat modificada i parcialment reformada en diverses ocasions, per adaptar-la als avenços tècnics. Actualment, una tanca envolta el far i deixa un ampli cos on hi ha un alberg dels farers. Damunt la porta, a llevant, hi ha una làpida amb la inscripció: "REINANDO DONA ISABEL SEGUNDA. AÑO DE 1853".
A uns vint metres a llevant de la tanca, en un nivell més baix, queden vestigis de la torre medieval de guaita del Cap de Creus, possiblement emplaçada en el mateix lloc que ara ocupa el far.

## Història
Inicialment, la torre del Cap de Creus, de guaita davant el perill de la pirateria, ja existia el 1385 quan el rei Pere el Cerimoniós, en ratificar els privilegis de Cadaqués, aprovà la guarnició de la torre per part dels cavallers "an Pin, an Albert, An Joan de la Fangal, Pere Fita, Joan Rahola, Joan Rovallosa, Berenguer Ramon, Pere Sala, an Guillem Riva" (CA, REG. CAN, 945, FOL, 185).
Aquesta torre es destruí cap a l'any 1433 i, posteriorment, el benedictí fra Joan Clarà proposà construir-ne una altra mitjançant almoines, la qual cosa sembla que s'aconseguí el 1436, per decisió de la Generalitat.
Al segle xvi, la torre del Cap de Creus torna a ésser reconstruïda (1568), quan hi hagué un acord entre les universitats de Roses i de Cadaqués per bastir, respectivament, les torres del Cap Norfeu i del Cap de Creus. Aquesta sembla que estigué situada al mateix lloc on després s'hi aixecà el far "car és tradició que quan hom va voler construir la torre o casa del susdit far, hom va trobar vestigis, al fer fonaments, de construccions antigues" G. Rahola i J.Rahola, op.cit.).
Es decidí establir un far al Cap de Creus l'any 1847, en el pla general d'enllumenaments de costes i ports de l'estat. L'obra s'inaugurà el 1853, com consta a la làpida de la façana. És el segon far més antic de Catalunya, inaugurat 19 mesos després del far del Llobregat, fet que evidencia la necessitat de posseir un punt estratègicament geogràfic, de control de la costa peninsular. Des d'aleshores ha passat per diferents plans de reforma i millorament.
L'any 1904 consta que els seus senyals eren de llum fitxa i blanca, de raigs cada 3 segons; l'aparell era de tercer ordre, amb una alçada de focus lluminós de 85-90 m, s.n.m i, de 11,30 m sobre el terreny, amb un abast aproximat de 27 milles dels raigs i 17 milles la llum fixa.
La torre era blava i roja com a distintiu diürn. Hi servien dos torrers. Un projecte de millorament de l'any esmentat (1904) li donà un abast de 30 milles. El 1923 s'inaugurà un nou mecanisme amb aquestes característiques: llampada-ocultació, (dues) amb una revolució total de vint segons i una llargada de 40 milles. Als darrers temps ha sofert les modificacions necessàries per actualitzar-lo.